# Cylicolaimus brachyurus
Cylicolaimus brachyurus is een rondwormensoort uit de familie van de Leptosomatidae. De wetenschappelijke naam van de soort is voor het eerst geldig gepubliceerd in 2009 door Gagarin.